# Verlag Karl Baedeker
Der Karl Baedeker Verlag ist ein deutscher Verlag, der auf die Publikation der Baedeker-Reiseführer spezialisiert ist. Er gehört heute zur MairDumont-Gruppe mit Sitz in Ostfildern.

## Unternehmensgeschichte

### Von der Gründung bis 1945
Zu den Baedeker-Ausgaben des Verlags im Einzelnen: 

#### Der Beginn unter Karl Baedeker 1827
Nach dem Studium der Geisteswissenschaften in Heidelberg eröffnete der gelernte Buchhändler Karl Baedeker am 1. Juli 1827 in Koblenz eine Verlagsbuchhandlung. Im selben Jahr nahm die Preußisch-Rheinische Dampfschifffahrtsgesellschaft den regelmäßigen Schifffahrtsverkehr zwischen Köln und Mainz auf. Der Lehrer und Historiker Johann August Klein (1778–1831) verfasste daraufhin die Rheinreise von Mainz bis Cöln, Handbuch für Schnellreisende, die Franz Friedrich Röhling 1828 veröffentlichte (D 0). Karl Baedeker erwarb dessen Verlag 1832 und überarbeitete und erweiterte die Rheinreise so, dass man mit dem Erscheinen der zweiten Auflage im Jahr 1835 (D 1) vom ersten eigenständigen Baedeker-Reiseführer sprechen kann. 1839 erschienen die dritte Auflage der Rheinreise (D 2) sowie die Bände Belgien (D 262) und Holland (D 259), 1842 veröffentlichte Baedeker Deutschland und der Oesterreichische Kaiserstaat (D 38), gefolgt 1844 von Schweiz (D 289). 1846 führte Baedeker den roten Einband mit Goldprägung ein sowie die Baedeker-Sterne, die lange Zeit als höchste Auszeichnung im Fremdenverkehr galten. Karl Baedekers letztes Werk Paris und Umgebung erschien 1855 (D 329), vier Jahre später starb er.

#### Der Verlag unter den Söhnen von Karl Baedeker ab 1859
Nach dem Tod des Firmengründers leiteten seine Söhne den Verlag, zunächst der älteste Sohn, Ernst (1833–1861), der den ersten englischsprachigen Titel verlegte (The Rhine), jedoch bereits 1861, im Alter von nur 28 Jahren verstarb; danach Karl jr. (1837–1911), der weitere Titel in englischer Sprache ins Programm aufnahm. 1869 wurde auch der jüngere Bruder Fritz (1844–1925) Teilhaber des Verlages. Die beiden Brüder gaben 1870 die Buchhandlung ihres Vaters auf und verlegten den Sitz des Verlages 1872 in die Verlagsmetropole Leipzig. Nach sieben Jahren musste sich Karl 1878 mit 40 Jahren aufgrund einer psychischen Krankheit von der Verlagsführung zurückziehen, Fritz wurde nun Alleininhaber des Verlages.
Bereits 1853 war Heinrich Ritter in den Verlag eingetreten, 1862 Prokurist und 1878 Teilhaber geworden; er wirkte maßgeblich an der Herausgabe der Reiseführer mit.
Der verlegerisch äußerst erfolgreiche Fritz Baedeker, der den textverknappenden Baedeker-Stil zur Perfektion brachte, musste nach dem Ende des Ersten Weltkriegs bis zu seinem Tod 1925 ein deutlich verschlechtertes Marktumfeld meistern, nachdem kriegsbedingt schon der Verkauf des prestigeträchtigen Indien-Bandes von 1914 (D 499) und anderer Titel mit ausländischen Reisezielen, wie Konstantinopel, Balkanstaaten, Kleinasien, Archipel, Cypern (D 498) (1914) und Ägypten und der Sudan (D 493, 1913) sowie Rußland (D 463, 1912) und Spanien und Portugal (D 475, 1912), in nicht allzu großem Umfang erfolgt sein dürfte. Durch die Inflation war dann eine Verarmung weiter bürgerlicher Schichten eingetreten, die zu den Hauptabnehmern der Reiseführer gehörten. Der damit einhergehende Devisenmangel in Deutschland zwang viele deutsche Reiselustige zu einer Beschränkung auf inländische Reiseziele, was ab 1920 zur Herausgabe der so genannten Regionalführer, wie für Brandenburg, Sachsen, Schlesien oder – zuletzt 1925 – Württemberg, führte.

#### Die Enkelgeneration leitet den Verlag
Nach dem Ableben Fritz Baedekers führten seine Söhne Ernst, Dietrich und Hans Baedeker den Verlag weiter. Die damalige tolerante Arbeitsatmosphäre im Verlag, die völlig ergebnisorientiert ohne zeitlichen Druck der Erarbeitung exakter Reisehandbücher verpflichtet, aber auch noch, altväterlich anmutend, von der Arbeit an Stehpulten geprägt war, dokumentierte der von 1925 bis 1934 dort tätige Kunsthistoriker Gerhard Peters rückblickend 1987. Zur Zusammensetzung der Redaktion merkte er an, dass ihr neben den Verlagsinhabern und einigen Hilfsredakteuren sowie auswärtigen Mitarbeitern die Redakteure Ferdinand Moll, Eduard Reusch, Eugen Andrae und der Kartograph Fritz Hölzel, der nach dem Zweiten Weltkrieg in Rheda ein kartographisches Meisteratelier unterhalten und zu den Gründungsmitgliedern der Kartographischen Nachrichten gehören sollte, angehörten.
Am 1. Juli 1927 beging der Verlag das einhundertjährige Gründungsjubiläum mit 22 Mitgliedern von Redaktion, Kontor und Buchbinderei sowie den Inhabern in der Leipziger Gaststätte „Harmonie“.
Zwar gelang es dem Verlag dann 1928, nach den Grabungserfolgen im Tal der Könige, wieder ein außereuropäisches Reiseziel in den Fokus des Verlagsprogramms zu rücken und eine überarbeitete Auflage des Ägypten-Bands auf den Markt zu bringen, aber ab 1929 geriet das Unternehmen durch die Weltwirtschaftskrise erneut in eine länger andauernde wirtschaftliche Bedrängnis. Dieser konnte zunächst durch die finanzielle Unterstützung seitens des britischen Verlegers der englischsprachigen Baedeker-Bände Allen and Unwin Ende der 1920er Jahre begegnet werden. Als Sicherheit für dessen mit 6 % verzinsten Darlehen wurden entsprechend Baedeker-Bände auf Lager genommen. Erst 1934, nach Ausreichung eines zinslosen staatlichen Darlehens über 120.000 RM, wurde die Kapitalschwäche längerfristig behoben, führte allerdings zu einer Abhängigkeit des Verlages vom Propagandaministerium.
Während des Zweiten Weltkrieges brach der Reisemarkt erneut zusammen und damit auch die Nachfrage nach Reiseführern. Das Verlagsgebäude in der Nürnberger Straße wurde bei dem verheerenden Bombenangriff am 3. Dezember 1943, der besonders stark das Leipziger Buchhandelsviertel traf, vollständig zerstört, sodass Baedeker fortan den Verlag von der Villa Baedeker leitete. Dabei ging auch das Verlagsarchiv mit allen Text- und vielen Kartenvorlagen verloren. Es sollte dann über 30 Jahre dauern, bis 1974 mit Baedekers USA wieder ein Reiseführer mit einem Ziel in Übersee vorgelegt werden konnte.

### Nach dem Zweiten Weltkrieg

#### Die Baedeker-Verlagshäuser
Karl Friedrich Baedeker (1910–1979), ein Urenkel des Gründers, gründete 1948 in Malente unter altem Namen eine neue Firma; der Firmensitz wechselte 1956 nach Freiburg im Breisgau. 1951 schloss sich Karl Friedrich Baedeker in Stuttgart mit dem Verleger und Kartografen Kurt Mair (1902–1957) zusammen und begründete die Baedekers Shell-Autoführer. Nach Kurt Mairs Tod übernahm dessen Sohn Volkmar (1931–2025) die Verlagsführung. 1972 zog der Verlag von Stuttgart nach Ostfildern-Kemnat im Landkreis Esslingen in das neue Verlagshaus der Mair-Gruppe. Nachdem Karl Friedrich Baedeker im Jahr 1979 und kurz darauf auch sein Sohn gestorben waren, kaufte die Langenscheidt KG den Freiburger Teil des Verlagshauses. 1987 schlossen sich beide Verlagshäuser als Karl Baedeker GmbH mit Sitz in Ostfildern/Kemnat zusammen. 1997 erwarb Mairs Geographischer Verlag (seit 2005 MairDumont) den Verlag Karl Baedeker mit allen Namensrechten. Verlegerin und Geschäftsführerin ist seit dem Jahr 2010 Stephanie Mair-Huydts (* 1963), Chefredakteur ist Rainer Eisenschmid.

#### Die Baedeker-Reiseführer
Von 1948 bis 1978 erschienen im Karl Baedeker Verlag Länder-, Regional- und Städteausgaben in klassischer Baedekeraufmachung. Beim Baedeker Autoführer-Verlag gelangten dagegen die schon genannten Shell-Autoführer sowie Autoreiseführer, Kompakt-Reiseführer und ein Länderführer USA zur Ausgabe.
Im Frühjahr 1979 begann der Baedeker Autoführer-Verlag mit der Reihe der Baedeker Allianz Reiseführer. Sie war in den Kennfarben der beteiligten Unternehmen „Rot/Blau“ gehalten. Vom Hochkantformat mit Pappeinband wurde später auf einen Broschureinband im normalen Buchformat gewechselt. Von September 2010 an wurden sie zusätzlich mit einem „Special Guide“ ausgeliefert, der für die jeweilige Urlaubsregionen prägnante Themen behandelt. Insgesamt sind bis 2012 über 150 Baedeker Allianz Reiseführer erschienen.
Eine neu gestaltete Baedeker-Generation ohne den Zusatz „Allianz“ kam ab 2013 in die Buchläden; der bei der heutigen Käuferschaft nun eingeführte blaue Farbstreifen an der Oberkante des Einbands blieb aber erhalten. Die Broschüren sind erstmals mit Infografiken ausgestattet und werden unter dem Motto „Wissen öffnet Welten“ verlegt. Als Neuerscheinungen 2015 bietet der Verlag auch so genannte Baedeker SMART Reiseführer an, die vom Verlag als kompakte Reiseführer in Ringbindung beschrieben werden.
2018 wurde das Design erneut überarbeitet. Die Reihentitelangabe wurde auf ein rotes Rechteck reduziert, das den Titel und eine weiße Majuskel sowie im blauen Feld den Reihennamen „Baedeker“ enthält. Die Buchseiten werden im Moleskine-Stil durch ein Gummiband zusammengehalten. Die Einbände der SMART-Bände tragen nun zwei Coverfotos. Beibehalten wurde das bisherige Niveau der Preisstufen, das durch den Bandumfang bestimmt wird. Bis zur Umstellung aller Titel auf die neue Ausstattung mit inhaltlicher Aktualisierung werden Ausgaben mit beiden Varianten noch parallel vertrieben.